# آشوکا چاکرا

تصویری از آشوکا، به تصویر کشیده در پرچم ملی جمهوری هند. پرچم هند.

آشوکا چاکرا نمایشی از چرخ دارما در  ایین بودایی با ۲۴ پره است. بیشترین کاربردِ قابل مشاهده از آشوکا چاکرا در مرکز پرچم ملی جمهوری هند (مصوبِ ۲۲ ژوئیه ۱۹۴۷) است که در آن به رنگ آبی در یک پس زمینهٔ سفید ارائه شده است و جایگزین نماد چارخا (چرخ نخ‌ریسی) در پرچمهای قبل از استقلال هند شده است.

## پره‌های آشوکا چاکرا
۲۴ پرهٔ آشوکا چاکرا بر اساسِ مذهب هندو اینها هستند:
۱. عشق
۲. شجاعت
۳. صبر
۴. آرامش
۵. فتوت
۶. خوبی
۷. صداقت
۸. مهربانی
۹. از خود گذشتگی
۱۰. کنترل بر خویشتن
۱۱. ایثار
۱۲. راست گویی
۱۳. پرهیزکاری
۱۴. عدالت
۱۵. رحمت
۱۶. زیبایی
۱۷. تواضع
۱۸. همدلی
۱۹. همدردی
۲۰. دانش معنوی

## چرخ دارما

یک نمادِ ساده‌شده از چرخ دارما.

دارما چاکرا نمادی باستانی در آیین بوداست که توسط آشوکا پادشاه قدرتمند قرن چهارم قبل از میلاد به عنوان گردونه قانون استفاده می‌شده است. اکنون تصویر این گردونه به رنگ سرمه‌ای و با بیست و چهار پره بر روی پرچم هند قرار دارد.

## نگارخانه

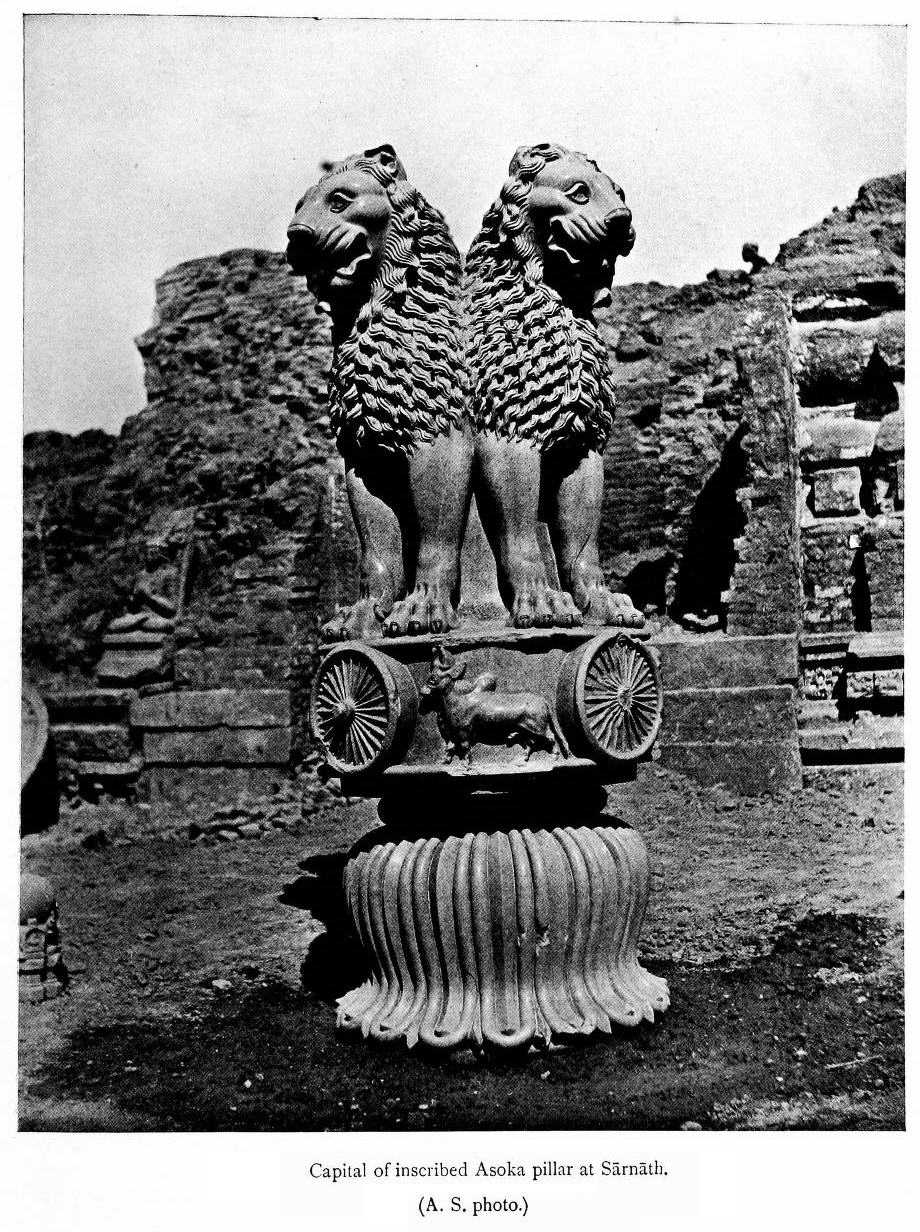
تصویری از مجسمه اصلی سرستون شیر آشوکا
آشوکا چاکرا که نمایش و ترسیمی از چرخ دارمای هندو می‌باشد.
نشان رسمی راج انگلیس. پیش از استقلال هند.
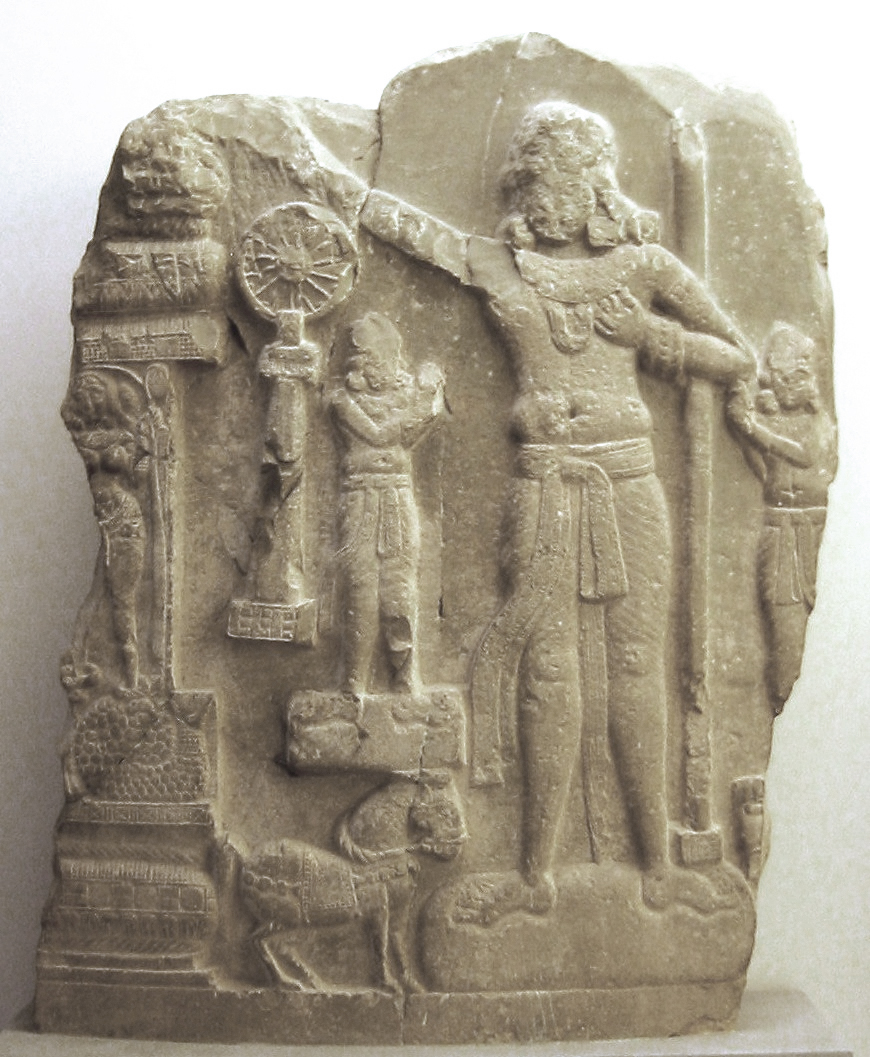
تصویری از چاکراورتن، احتمالا آشوکا، با ۱۶ پره. (قرن ۱ پیش از میلاد)

## همچنین ببینید
- شیر آشوکا
- نشان ملی هند
- پرچم هند